# مطار نينغ لانغ وبحيرة لوقو
مطار نينغ لانغ (بالصينية: 宁蒗泸沽湖机场) (إياتا: NLH، إيكاو: ZPNL) هو مطار يخدم مقاطعة نينغ لانغ يي ذاتية الحكم وبحيرة لوقو (Luguhu) في شمال غرب محافظة يونان في الصين. وهو تقع في شيفوشان، بلدية هونغتشياو على بعد 25 كيلومتر (16 ميل) من بحيرة لوقو و50 كيلومتر (31 ميل) من موقع مقاطعة نينغ لانغ، وعلى ارتفاع 3,293 متر (10,804 قدم). بدأ بناؤه في نيسان / أبريل 2013م، وهو المطار الثالث عشر في يونان، افتتح في 12 تشرين الأول / أكتوبر 2015. تكلفة بناء المطار 1.298 مليار يوان.

## شركات الطيران والوجهات
| شركـات طيـران         | الوجهات                     |
| --------------------- | --------------------------- |
| خطوط شرق الصين الجوية | مطار كونمينغ جانغشوي الدولي |
| Lucky Air             | مطار كونمينغ جانغشوي الدولي |